# Adskwatim Creek
Adskwatim Creek är ett vattendrag i provinserna Alberta och British Columbia i Kanada. Från källan i British Columbia rinner Adskwatim Creek söderut, mestadels genom British Columbia men också en bit genom Alberta, till sin mynning i Doig River. Namnet "Adskwatim" kommer från cree-språket och betyder "många bäverdammar", vilket syftar på de många bäverdammar som finns i vattendraget och dess biflöden.